# FIFAクラブワールドカップ2016・決勝
FIFAクラブワールドカップ2016・決勝（FIFAクラブワールドカップ2016・けっしょう、英: 2016 FIFA Club World Cup Final）は、国際サッカー連盟（FIFA）により開催されたFIFAクラブワールドカップ2016の決勝戦である。試合は2016年12月18日（現地時間）に日本・横浜市の横浜国際総合競技場で開催され、ヨーロッパ王者のレアル・マドリード（スペイン）と開催国王者の鹿島アントラーズ（日本）の間で行われた。
レアル・マドリードが4対2で延長戦を制し、2大会ぶり2回目（インターコンチネンタルカップ時代を含めると5回目）の優勝を果たした。

## 試合前

### ファイナリスト
決勝に駒を進めたのはレアル・マドリード（スペイン）と鹿島アントラーズ（日本）の2チーム。レアル・マドリードは優勝した2014年以来の2回目の決勝進出（インターコンチネンタルカップ時代を含めると7回目）で、2度目（インターコンチネンタルカップ時代を含めると5回目）の優勝を目指す。鹿島アントラーズは初出場にして初めての決勝進出であり、AFC所属のクラブが決勝に進出するのは前身カップ時代から見ても初めてのことである。FIFAのコンペティションでの両チームの対戦はなく、これが初対戦である。
| チーム             | 以前決勝に進出のある年度（太字は優勝）                                       |
| ------------------ | ---------------------------------------------------------------------------- |
| レアル・マドリード | 1960, 1966, 1998, 2000, 2002, 2014（インターコンチネンタルカップ時代を含む） |
| 鹿島アントラーズ   | なし                                                                         |

### 試合会場
決勝戦は前回大会と同様、一発勝負となる。決勝戦の会場も前回大会と同様、日本・横浜の横浜国際総合競技場で行われた。

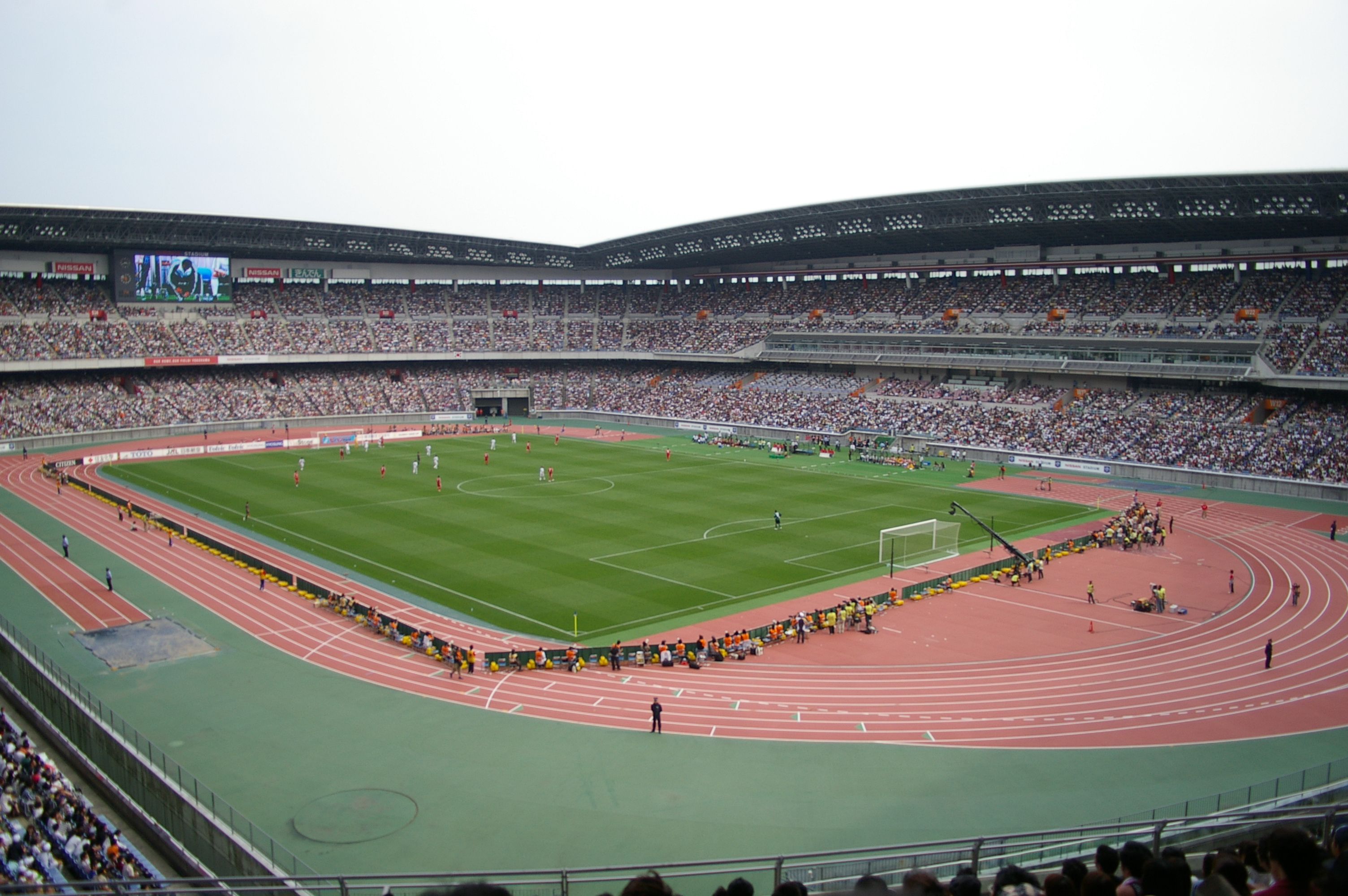
決勝が行われた横浜国際総合競技場（2016年12月18日に開催された）

## 決勝戦までの道のり
レアル・マドリード（スペイン）は、2016年12月10日に行われたリーガ・エスパニョーラ第15節デポルティボ戦で3-2の勝利を収め、公式戦「35」試合無敗とし、新たなクラブ記録を樹立するなど弾みを付けて来日を迎えた。準決勝で2年連続3回目の出場となる北中米カリブ海王者のクラブ・アメリカ（メキシコ）と対戦した。前半アディショナルタイムにFWクリスティアーノ・ロナウドとMFルカ・モドリッチが細かいパス交換で右サイドを崩すと、中央でボールを受けたMFトニ・クロースのスルーパスに反応してPA内に進入したFWカリム・ベンゼマが右足アウトでネットを揺らしレアル・マドリードが先制した。後半アディショナルタイムにもFWクリスティアーノ・ロナウドが追加点を奪って2-0の完封勝利を収めた。公式戦無敗を「36」に伸ばした。
一方の鹿島アントラーズ（日本）は、2016年のJ1リーグ1stステージで優勝するも2ndステージで大失速し年間3位に終わる。しかし出場3クラブのうち最も不利な条件で迎えたチャンピオンシップでは準決勝で年間2位の川崎フロンターレを、決勝ではアウェーゴールの差で年間1位・2ndステージ優勝の浦和レッズを下し、逆転でのリーグ優勝を果たした。決勝第2戦の5日後に行われた開幕戦・オークランド・シティFC戦に辛勝すると尻上がりに調子を上げ、準々決勝・マメロディ・サンダウンズFC戦、準決勝・アトレティコ・ナシオナル戦をいずれも完封勝ちで突破、AFC所属クラブとして初めての決勝に駒を進めた。

註: 以下のすべての結果は、決勝戦進出2クラブの得点を前に表示している。
| レアル・マドリード                                      | クラブ名           | 鹿島アントラーズ                                                        |
| ------------------------------------------------------- | ------------------ | ----------------------------------------------------------------------- |
| UEFA                                                    | 所在大陸           | AFC                                                                     |
| UEFAチャンピオンズリーグ2015-16 優勝                    | 参加資格           | J1リーグ2016 優勝（開催国枠）                                           |
| Bye                                                     | プレーオフラウンド | 2 - 1 オークランド・シティ (赤崎秀平 67', 金崎夢生 88')                 |
| Bye                                                     | 準々決勝           | 2 - 0 マメロディ・サンダウンズ (遠藤康 63', 金崎夢生 88')               |
| 2 - 0 クラブ・アメリカ (ベンゼマ 45+2', ロナウド 90+3') | 準決勝             | 3 - 0 アトレティコ・ナシオナル (土居聖真 33', 遠藤康 83', 鈴木優磨 85') |

## 試合詳細

### 概要
ブックメーカーのオッズも「マドリーの90分間での勝利」が1.10-1.14倍なのに対し、「引き分け（延長戦突入）」のオッズでさえ7-8倍、「鹿島の90分間での勝利」に至っては20倍前後のオッズが設定される状況であり、試合前からレアル・マドリード（以下「マドリー」）の圧倒的優位を予想する見方が大半であった。
試合開始直後から鹿島は激しいプレッシングで主導権を握り、5分過ぎにはマドリーにポゼッションを奪われても高い位置での守備でマドリーになかなか決定的場面を作らせない。しかし前半9分、右サイドからマドリーFWルーカス・バスケスが上げたクロスを一度は鹿島がクリアするが、セカンドボールを拾ったマドリーMFルカ・モドリッチがミドルシュート。鹿島GK曽ヶ端準がはじき返すが、これをFWカリム・ベンゼマが押し込んでマドリーが先制する。鹿島はここから、主にマドリーの右サイドを突いて攻め込む場面を作り出し、前半終了直前の44分、鹿島が自陣からのロングフィードからの攻撃をクリアされたセカンドボールをMF永木亮太が拾い、左サイドのFW土居聖真に預ける。ここから土居はフェイントを挟んでエリア内のMF柴崎岳にクロスを入れると、柴崎はDFラファエル・ヴァランを交わして左足でグラウンダーのシュート。これが右サイドネットに吸い込まれ鹿島が同点に追いついて前半を終える。
後半も一進一退の攻防が続く中、後半7分にマドリーDFセルヒオ・ラモスのクリアを中盤で拾った柴崎がドリブルで侵入。ゴール手前で左に動いてマドリーのDF陣を交わしながらミドルシュートを放つと、ボールはマドリーGKケイロル・ナバスの手の先をかすめてゴール、鹿島が逆転に成功する。それまで余裕すら感じさせるプレーを続けていたマドリーはここから一気に強度を強めて攻撃に転ずると、後半15分にペナルティーエリア内に一気に侵入したバスケスを鹿島DF山本脩斗が倒してPKを与えてしまい、これをFWクリスティアーノ・ロナウドが決めマドリーが同点に追いつく。さらに攻め続けるマドリーだったが、中央から半ば強引に攻め手を見出すマドリーに対し、ラインを引き気味にして中央にしっかり守備ブロックを作る鹿島がなかなか決定機に持ち込ませない。さらに後半終了間際には鹿島が何度も決定機を迎えるが得点に至らず、金崎がセルヒオ・ラモスに背後から引き倒されてファウルとなった際に、シカズウェ主審が警告を出さなかった判定は批判されている。試合は延長に持ち込まれる。
延長に入るとそれまで何度もマドリーの攻撃を跳ね返してきた鹿島の守備にもほころびが見え始め、延長前半8分にマドリーFWベンゼマのスルーパスに抜け出したFWロナウドがゴールを決めて勝ち越し、延長前半14分にもMFトニ・クロースのパスを受けたロナウドがゴールを決めてハットトリックを達成。鹿島も必死の反撃を試みるが決定機を作り出せず、最終的にはマドリーが4-2で鹿島を下し、クラブワールドカップ優勝を果たした。

### 試合記録
| 2016年12月18日 19:30 |

| レアル・マドリード                             | 4 - 2 (延長) | 鹿島アントラーズ  |
| ベンゼマ 9分 · ロナウド 60分 (PK), 98分, 104分 | レポート     | 柴崎岳 44分, 52分 |

| 横浜国際総合競技場（横浜） 観客数: 68,742人 主審: ジャニー・シカズウェ |

| レアル・マドリード | 鹿島アントラーズ |

| GK                   | 01 | ケイロル・ナバス           |       |       |
| DF                   | 02 | ダニ・カルバハル           | 102分 |       |
| DF                   | 05 | ラファエル・ヴァラン       |       |       |
| DF                   | 04 | セルヒオ・ラモス           | 55分  | 108分 |
| DF                   | 12 | マルセロ                   |       |       |
| MF                   | 19 | ルカ・モドリッチ           |       | 106分 |
| MF                   | 14 | カゼミーロ                 | 100分 |       |
| MF                   | 08 | トニ・クロース             |       |       |
| FW                   | 17 | ルーカス・バスケス         |       | 81分  |
| FW                   | 09 | カリム・ベンゼマ           |       |       |
| FW                   | 07 | クリスティアーノ・ロナウド |       | 112分 |
| サブメンバー         |    |                            |       |       |
| GK                   | 13 | キコ・カシージャ           |       |       |
| GK                   | 25 | ルベン・ジャニェス         |       |       |
| DF                   | 03 | ペペ                       |       |       |
| DF                   | 06 | ナチョ                     |       | 108分 |
| DF                   | 15 | ファビオ・コエントラン     |       |       |
| DF                   | 23 | ダニーロ                   |       |       |
| MF                   | 10 | ハメス・ロドリゲス         |       |       |
| MF                   | 16 | マテオ・コヴァチッチ       |       | 106分 |
| MF                   | 20 | マルコ・アセンシオ         |       |       |
| MF                   | 22 | イスコ                     |       | 81分  |
| FW                   | 18 | マリアーノ                 |       |       |
| FW                   | 21 | アルバロ・モラタ           |       | 112分 |
| 監督                 |    |                            |       |       |
| ジネディーヌ・ジダン |    |                            |       |       |

| GK           | 21 | 曽ヶ端準       |      |       |
| DF           | 22 | 西大伍         |      |       |
| DF           | 23 | 植田直通       |      |       |
| DF           | 03 | 昌子源         |      |       |
| DF           | 16 | 山本脩斗       | 58分 |       |
| MF           | 25 | 遠藤康         |      | 102分 |
| MF           | 10 | 柴崎岳         |      |       |
| MF           | 40 | 小笠原満男     |      | 67分  |
| MF           | 06 | 永木亮太       |      | 114分 |
| FW           | 33 | 金崎夢生       |      |       |
| FW           | 08 | 土居聖真       |      | 88分  |
| サブメンバー |    |                |      |       |
| GK           | 01 | 櫛引政敏       |      |       |
| GK           | 29 | 川俣慎一郎     |      |       |
| DF           | 14 | ファン・ソッコ |      |       |
| DF           | 17 | ブエノ         |      |       |
| DF           | 24 | 伊東幸敏       |      | 102分 |
| MF           | 11 | ファブリシオ   | 93分 | 67分  |
| MF           | 13 | 中村充孝       |      |       |
| MF           | 20 | 三竿健斗       |      |       |
| MF           | 32 | 杉本太郎       |      |       |
| MF           | 35 | 平戸太貴       |      |       |
| FW           | 18 | 赤崎秀平       |      | 114分 |
| FW           | 34 | 鈴木優磨       |      | 88分  |
| 監督         |    |                |      |       |
| 石井正忠     |    |                |      |       |

| マン・オブ・ザ・マッチ: クリスティアーノ・ロナウド (レアル・マドリード) 副審: マルワ・レンジ ジェルソン・ドス・サントス 第4審判: カッシャイ・ヴィクトル 第5審判: ジェルジ・リング ビデオ・アシスタント・レフェリー: ダニー・マッケリー ダミル・スコミナ バカリ・ガッサマ | 試合ルール - 試合時間は90分。 - 90分終了後同点の場合、30分の延長戦が行われる。 - 120分終了後同点の場合、PK戦で勝敗が決定される。 - 控えは12名。 - 最大3人まで交代可能で、延長戦が行われる場合、最大4人まで交代可能。 |

### チーム別データ
| 統計           | レアル・マドリード | 鹿島アントラーズ |
| -------------- | ------------------ | ---------------- |
| 得点           | 1                  | 1                |
| シュート       | 11                 | 4                |
| 枠内シュート   | 4                  | 1                |
| GKセーブ       | 0                  | 3                |
| ボール支配率   | 55%                | 45%              |
| コーナーキック | 4                  | 1                |
| ファール       | 6                  | 6                |
| オフサイド     | 0                  | 2                |
| イエローカード | 0                  | 0                |
| レッドカード   | 0                  | 0                |

| 統計           | レアル・マドリード | 鹿島アントラーズ |
| -------------- | ------------------ | ---------------- |
| 得点           | 1                  | 1                |
| シュート       | 14                 | 5                |
| 枠内シュート   | 5                  | 4                |
| GKセーブ       | 3                  | 4                |
| ボール支配率   | 61%                | 39%              |
| コーナーキック | 9                  | 3                |
| ファール       | 7                  | 3                |
| オフサイド     | 1                  | 1                |
| イエローカード | 1                  | 1                |
| レッドカード   | 0                  | 0                |

| 統計           | レアル・マドリード | 鹿島アントラーズ |
| -------------- | ------------------ | ---------------- |
| 得点           | 2                  | 0                |
| シュート       | 5                  | 2                |
| 枠内シュート   | 3                  | 0                |
| GKセーブ       | 0                  | 0                |
| ボール支配率   | 62%                | 38%              |
| コーナーキック | 1                  | 2                |
| ファール       | 4                  | 10               |
| オフサイド     | 1                  | 1                |
| イエローカード | 2                  | 1                |
| レッドカード   | 0                  | 0                |

| 統計           | レアル・マドリード | 鹿島アントラーズ |
| -------------- | ------------------ | ---------------- |
| 得点           | 4                  | 2                |
| シュート       | 30                 | 11               |
| 枠内シュート   | 12                 | 5                |
| GKセーブ       | 3                  | 7                |
| ボール支配率   | 59%                | 41%              |
| コーナーキック | 14                 | 6                |
| ファール       | 17                 | 19               |
| オフサイド     | 2                  | 4                |
| イエローカード | 3                  | 2                |
| レッドカード   | 0                  | 0                |

## 日本におけるテレビ中継
- 日本テレビ系列地上波全30局（フジテレビ系列とのクロスネット局2局を含む）…2016年12月18日（日曜日）19:20 - 22:09（生中継、40分延長）[注 1]
- 日テレジータス（有料CS）…2016年12月19日（月曜日）22:00 - 翌0:45（録画中継）

視聴率
なお、この試合の地上波での生中継の視聴率は、FIFAクラブワールドカップ中継での歴代最高となる26.8%であった（ビデオリサーチ調べ、関東地区・世帯・リアルタイム）。

### 注記
1. ↑  19:00 - 19:20に事前枠『世界の頂点へ!サッカークラブW杯ついに決勝』も別途放送。